# Dipartimento di Djourouf Al Ahmar
Il dipartimento di Djourouf Al Ahmar è un dipartimento del Ciad facente parte della provincia di Ouaddaï. Il capoluogo è Am Dam.

## Comuni
Il dipartimento comprende i seguenti comuni:
- Am Dam
- Haouich
- Magrane